# FK Lovćen
FK Lovćen é uma equipe montenegrina de futebol com sede em Cetinje. Disputa a primeira divisão de Montenegro (Campeonato Montenegrino de Futebol).
Seus jogos são mandados no Stadion Obilića Poljana, que possui capacidade para 2.000 espectadores.

## História
O FK Lovćen foi fundado em 1913.